# Dietrich Stobbe
Dietrich Stobbe (Weepers, 25 de marzo de 1938-Berlín, 19 de febrero de 2011) fue un político alemán del Partido Socialdemócrata (SPD).
Se desempeñó como Alcalde de Berlín Occidental desde el 2 de mayo de 1977 hasta el 23 de enero de 1981. Desde el 1 de noviembre de 1978 hasta el 31 de octubre de 1979 también fue presidente del Bundesrat.
Murió el 19 de febrero de 2011 a la edad de 72 años, después de una larga enfermedad.